# Cuarteles de las reales guardias españolas y valonas de Aranjuez
Los Cuarteles de las reales guardias españolas y valonas son dos construcciones neoclásicas casi idénticas edificadas en los reales sitios de Aranjuez, al sur de Madrid, por el arquitecto francés Jaime Marquet entre 1770 y 1772. Su función era la de albergar a las Reales Guardias de Corps protagonistas de las Jornadas Reales, unos desfiles militares cuyo fin era promocionar el poder de la monarquía absoluta en el pueblo llano. 
Sendas construcciones se ubican a ambos lados del eje central de un pentadente que originalmente estructuraba el Raso de la Estrella, un jardín ubicado a los pies de la fachada principal del Palacio Real de Aranjuez, lugar donde tenían lugar dichos desfiles. Actualmente se encuentran en un lamentable estado de conservación.